# Нікейський символ віри

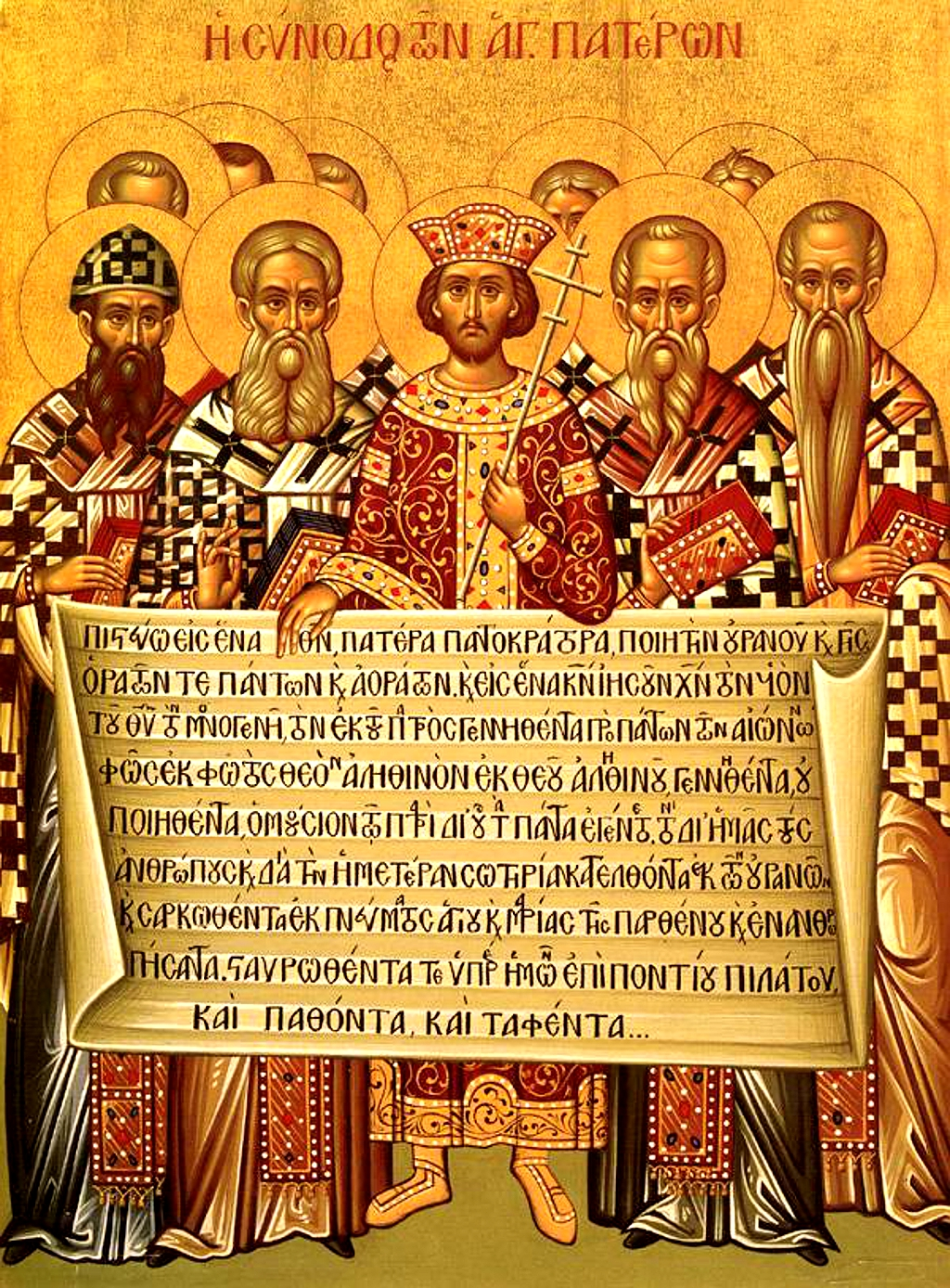
Ікона, що зображує святих отців Першого Нікейського собору (325), які тримають Нікейський символ віри (381)

Ніке́йський си́мвол ві́ри (грец. Σύμβολον τῆς Νικαίας або τῆς πίστεως; лат. Symbolum Nicaeum) — християнський символ віри, прийнятий на Першому Нікейському соборі (325). Формула віросповідання, в якому оголошувалася божественність Бога-Сина, названого «єдиносущим (ομοούσιος, consubstantialis) Отцю», а після короткого третього компонента формули («віруємо в Духа Святого») містилася анафема аріанству. Після піввікової боротьби з аріанством Нікейський символ був прийнятий більшою частиною церкви й у місцеві формули хрещення були включені його основні визначення.
Під Нікейським символом йдеться також про Нікейсько-Константинопольський символ віри, доповнений на Першому Константинопольському соборі (381) і уведений у літургію в Антіохії біля 480 року, де опущені анафема й розширена третя частина, у якій проголошується божественність Святого Духа і його рівність Богові-Отцеві й Богові-Синові. Спочатку це був акт монофізитів, що підтвердили тим самим свою вірність Нікейскому символу без додавань, але ця практика виявилася прийнятною й для ортодоксальних послідовників Халкедонського собору 451 року й незабаром стала загальновживаною на Сході. На Заході цей символ був уперше уведений у літургію в Толедо в 589 році. Щоб підкреслити рівність Отця і Сина, до слів про сходження Святого Духа на заході було додано filioque (східні, православні церкви цю зміну не прийняли). У цій формі Нікейський символ увійшов у латинську месу (у VIII столітті в Франції, а в XI — і в Римі).

## Текст
- У Вікіджерелах є Оригінальний текст Грецькою
- У Вікіджерелах є Латинський переклад
- У Вікіджерелах є Церковно-слов'янський та російський переклади

Оригінальний текст Нікейського символу був складений грецькою мовою (див. (повний текст грецькою).
У перекладі Символу віри латинською мовою богослови звертають увагу на неоднозначність перекладу грецького терміна ἐκπορευόμενον (що ісходить…) як procedentem (що походить…), що була успадкована від латинського перекладу Ів. 15:26, де грец. παρά του Πατρός εκπορεύεται було перекладено як лат. qui a Patre procedit. Згідно з офіційним роз'ясненням Папської Ради, через складнощі перекладу у питанні про ісхождення Святого Духа мимоволі створювалася уявна рівносильність між східним богослов'ям «ісхождення» (έκπόρευσις) і латинським богослов'ям «похождення» (processio).
У перекладі церковнослов'янською мовою «παρά του Πατρός εκπορεύεται» перекладено як «Иже от Отца исходящаго», термін «исхождение» (исходящего) зберігається і в сучасному російськомовному перекладі.

### Переклади українською мовою
В українській мові переклади Нікейського символу віри не уніфіковані, зокрема спостерігається розбіжність у вживанні термінів «ісходження» та «походження». Це пояснюється з одного боку тим, що українські богослови не спілкувалися між собою на цю тему українською мовою (навіть полемічно), а з іншого тим, що у корені греко-латинської суперечки про Святого Духа лежить розбіжне розуміння стрижневої термінології..
Нижче подається кілька перекладів, що рекомендуються різними Церквами:
| РКЦ | УГКЦ |
| --- | --- |
| Вірую в єдиного Бога Отця, Вседержителя, Творця неба і землі, і всього видимого і невидимого. I в єдиного Господа Ісуса Христа, Сина Божого, єдинородного, від Отця родженого перед усіма віками. Світло від світла, Бога істинного від Бога істинного, родженого, несотвореного, єдиносущного з Отцем, що через Нього все сталося. Він задля нас людей і нашого ради спасіння зійшов із небес, і воплотився з Духа Святого і Марії Діви, і став чоловіком. I був розп'ятий за нас за Понтія Пилата, і страждав, і був похований. І воскрес у третій день, згідно з Писанням. I вознісся на небо, і сидить праворуч Отця. I вдруге прийде зо славою судити живих і мертвих, а Його Царству не буде кінця. І в Духа Святого, Господа животворящого, що від Отця і Сина ісходить, що з Отцем і Сином рівнопоклоняємий і рівнославимий, що говорив через пророків. В єдину, святу, соборну й апостольську Церкву. Ісповідую одне хрещення на відпущення гріхів. Очікую воскресіння мертвих і життя майбутнього віку. Амінь.                        | Вірую в єдиного Бога Отця, вседержителя, творця неба і землі, і всього видимого і невидимого. І в єдиного Господа Ісуса Христа, Сина Божого, єдинородного, від Отця родженого перед усіма віками – світло від світла, Бога істинного від Бога істинного, родженого, не сотвореного, єдиносущного з Отцем, через якого все постало. Він задля нас людей і нашого ради спасення зійшов із небес, і воплотився з Духа Святого і Діви Марії, і став людиною. І був розп’ятий за нас за Понтія Пилата, і страждав, і був похований. І воскрес у третій день, згідно з Писанням. І вознісся на небо, і сидить праворуч Отця. І вдруге прийде зі славою судити живих і мертвих, а Його царству не буде кінця. І в Духа Святого, Господа животворящого, що від Отця ісходить, що з Отцем і Сином рівнопокланяємий і рівнославимий, що говорив через пророків. В єдину, святу, соборну й апостольську Церкву. Ісповідую одне хрещення на відпущення гріхів. Очікую воскресіння мертвих і життя майбутнього віку. Амінь.     |
| ПЦУ | УПЦ МП |
| Вірую в Єдиного Бога Отця, Вседержителя, Творця неба і землі, всього видимого і невидимого. І в Єдиного Господа Ісуса Христа, Сина Божого, Єдинородного, що від Отця народився перше всіх віків; Світло від Світла, Бога істинного від Бога істинного, рожденного, несотворенного, єдиносущного з Отцем, що через Нього все сталося. Він для нас, людей, і ради нашого спасіння зійшов з небес, і воплотився від Духа Святого і Марії Діви, і став людиною. І розп’ятий був за нас при Понтії Пилаті, і страждав, і був похований. І воскрес на третій день, за Писанням. І вознісся на небеса, і сидить праворуч Отця. І знову прийде у славі судити живих і мертвих, і Царству Його не буде кінця. І в Духа Святого, Господа Животворчого, що від Отця ісходить, що Йому з Отцем і Сином однакове поклоніння і однакова слава, що говорив через пророків. В Єдину, Святу, Соборну і Апостольську Церкву. Визнаю одне хрещення на відпущення гріхів. Чекаю воскресіння мертвих і життя майбутнього віку. Амінь                                 | Вірую в Єдиного Бога Отця, Вседержителя, Творця неба і землі, всього видимого і невидимого. І в Єдиного Господа Ісуса Христа, Сина Божого, Єдинородного, від Отця народженого передвічно; Світла од Світла, Бога істинного од Бога істинного, рожденного, несотворенного, єдиносущного Отцю, Ним бо все створено. Заради нас людей і нашого ради спасення зійшов Він з небес і воплотився від Духа Святого та Марії Діви, і став Людиною. Розп'ятий був ради нас при Понтії Пілаті, і страждав, і був погребений. І воскрес у третій день, згідно із Писаннями. І вознесся на небеса, і сидить праворуч Отця. І знову прийде у славі судити живих і мертвих, Його ж бо Царству не буде кінця. І в Духа Святого, Господа, Животворящого, Котрий од Отця ісходить, і Йому з Отцем і Сином однакове поклоніння і слава, він бо говорив через пророків. У єдину Святу, Соборну і Апостольську Церкву. Сповідую єдине хрищення на відпущення гріхів. Сподіваюсь на воскресіння мертвих і життя майбутнього віку. Амінь. |
| УЛЦ | |
| Вірую в єдиного Бога, Отця Всемогутнього, Творця неба і землі, всього видимого і невидимого. І (вірую) в єдиного Господа Ісуса Христа, Сина Божого Єдинородного, від Отця родженого перше всіх віків, [Бога від Бога] Світло від Світла, Бога істинного від Бога істинного, родженого, нествореного, єдиносущного з Отцем, через Котрого все сталося. Він для нас, людей, і для нашого спасіння з неба зійшов і тіло прийняв від Духа Святого і Марії Діви, і стався людиною. Розпятий був за нас за Понтія Пілата, страждав і був похований. І в третій день воскрес, як було писано. І вознісся на небо, і сидить праворуч Отця. І знову прийде у славі судити живих і мертвих; Царству ж Його не буде кінця. І (вірую) в Духа Святого, Господа оживляючого, що від Отця [і Сина] походить, що Йому з Отцем і Сином однаковий поклін і однакова слава, що говорив через пророків. І (вірую) в Єдину, Святу, Соборну і Апостольську Церкву. Визнаю одне Хрищення на відпущення гріхів. Чекаю воскресіння мертвих і життя будучого віку. Амінь. | |